# Мордвиново (Московская область)
Мордвиново — деревня в Можайском районе Московской области в составе Юрловского сельского поселения. Численность постоянного населения по Всероссийской переписи 2010 года — 18 человек. До 2006 года Мордвиново входило в состав Ваулинского сельского округа.
Деревня расположена в южной части района, на безымянном ручье, левом притоке Протвы, в 200 м от реки, примерно в 15 км к юго-западу от Можайска, высота центра над уровнем моря 194 м. Ближайшие населённые пункты — Алексеевка на юго-западе, Ваулино на юго-востоке и Куровка на севере.